# Barraca de cala Estreta
La barraca de cala Estreta és una barraca de pescadors situada a la cala Estreta, al municipi de Palamós (Baix Empordà), inclosa a l'Inventari del Patrimoni Arquitectònic de Catalunya.

## Descripció
Estatge rectangular encastat al desnivell del terreny. La façana té una gran obertura que actualment no conserva la porta. A diferència de la majoria d'aquest tipus de construccions, no té cap més obertura. Les parets són de pedra i la coberta és feta en volta de canó de rajoles. A l'esquerra, al costat de la façana, s'aixeca la xemeneia. Té una longitud de 5,37 metres i una alçària de 3,59 metres.

## Història
Va ser construïda a finals del segle xix pels pescadors de Calella de Palafrugell. La seva funció inicial era la de refugi quan s'aixecava vent del nord i no podien tornar al poble, així com per guardar la barca i els atuells de pesca, alhora que, ocasionalment, feia d'habitació. Els tapers de Palamós la utilitzaven els diumenges quan anaven a pescar en colla per fer-hi el dinar. Actualment manté aquesta funció, ja que tot sovint la gent que passa el dia a la platja la utilitzava per a cuinar-hi. Va ser restaurada per l'Ajuntament de Palamós l'any 2010.